# William Harkness

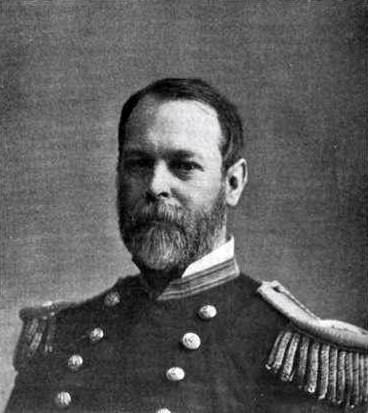
William Harkness

William Harkness (* 17. Dezember 1837 in Ecclefechan, Schottland; † 28. Februar 1903 in Jersey City, New Jersey) war ein US-amerikanischer Astronom und Marineoffizier.

## Leben
Harkness, dessen Familie 1839 aus Schottland einwanderte (sein Vater war Pfarrer und Arzt), studierte ab 1854 am Lafayette College und an der University of Rochester mit dem Bachelor-Abschluss 1858. Danach war er Gerichtsreporter, bevor er am New York Homeopathic Medical College Medizin studierte mit dem Abschluss (M. D.) 1862. Zeitweise war er Militärchirurg im Sezessionskrieg in der Nordstaaten-Armee und an mehreren großen Schlachten beteiligt. Er war von 1862 bis 1865 astronomischer Assistent am United States Naval Observatory (ab 1863 außerdem Mathematik-Professor bei der US Navy), diente 1865/66 auf dem Monitor USS Monadnock (wobei er den Erdmagnetismus und die Auswirkung der Panzerung auf den Kompass studierte) und war dann beim Hydrographischen Dienst des US Coast Survey in Washington, D.C. Ab 1867 war er am US Naval Observatory. Er war an den Beobachtungen des Venustransits in Tasmanien 1874 und in Washington, D.C. 1882 beteiligt. Von 1894 bis 1899 war er astronomischer Direktor des US Naval Observatory und von 1897 bis 1899 Direktor des Nautical Almanac. 1899 ging er als Rear Admiral in den Ruhestand.
Er ist für die Entwicklung astronomischer Instrumente bekannt (wie Teleskope, einen Sphärometer-Messschieber, photographische Aufnahme des Sonnenspektrums bei Sonnenfinsternissen). Er entwickelte 1879 eine Theorie der Brennpunktkurve achromatischer Teleskope. Aus seinen photographischen Beobachtungen des Venusdurchgangs konnte er Werte des Sonnenabstands (Sonnenparallaxe) bestimmen. Er war an der Planung beider Expeditionen zu den Transits 1874 und 1882 beteiligt und entwickelte die astronomischen Instrumente dafür. Er geriet dabei mit den Astronomen Edward Pickering und Simon Newcomb aneinander über die Zuverlässigkeit der photographischen Methode (1874 setzte er Nass-Plattenfotografie ein) zur Bestimmung des Sonnenabstands. Darin war er erfolgreich, so dass beim nächsten Transit 1882 auch deutsche und französische Astronomen die Photographie benutzten (diesmal einen Trockenplatten-Prozess). Er bestimmte die Sonnenparallaxe zu 8,842" und später zu 8,809".
Bei der Beobachtung der Sonnenfinsternis 1869 entdeckte er die Spektrallinie K 1474 in der Sonnenkorona.
1893 war er Präsident der American Association for the Advancement of Science. 1898 wurde er zum Mitglied der American Philosophical Society gewählt.

## Schriften
- mit Asaph Hall: Reports on observations of Encke's comet during its return in 1871. Washington 1873.[2]
- On the relative accuracy of different methods of determining the solar parallax, American Journal of Science, Series 3, Band 33, 1881, S. 375–394
- The Solar Parallax and its Related Constants, Observations made during the year 1885 at the U.S. Naval Observatory, Band 3, 1891, S. 1–169 (Digitalisat)